# Julianus von Brioude

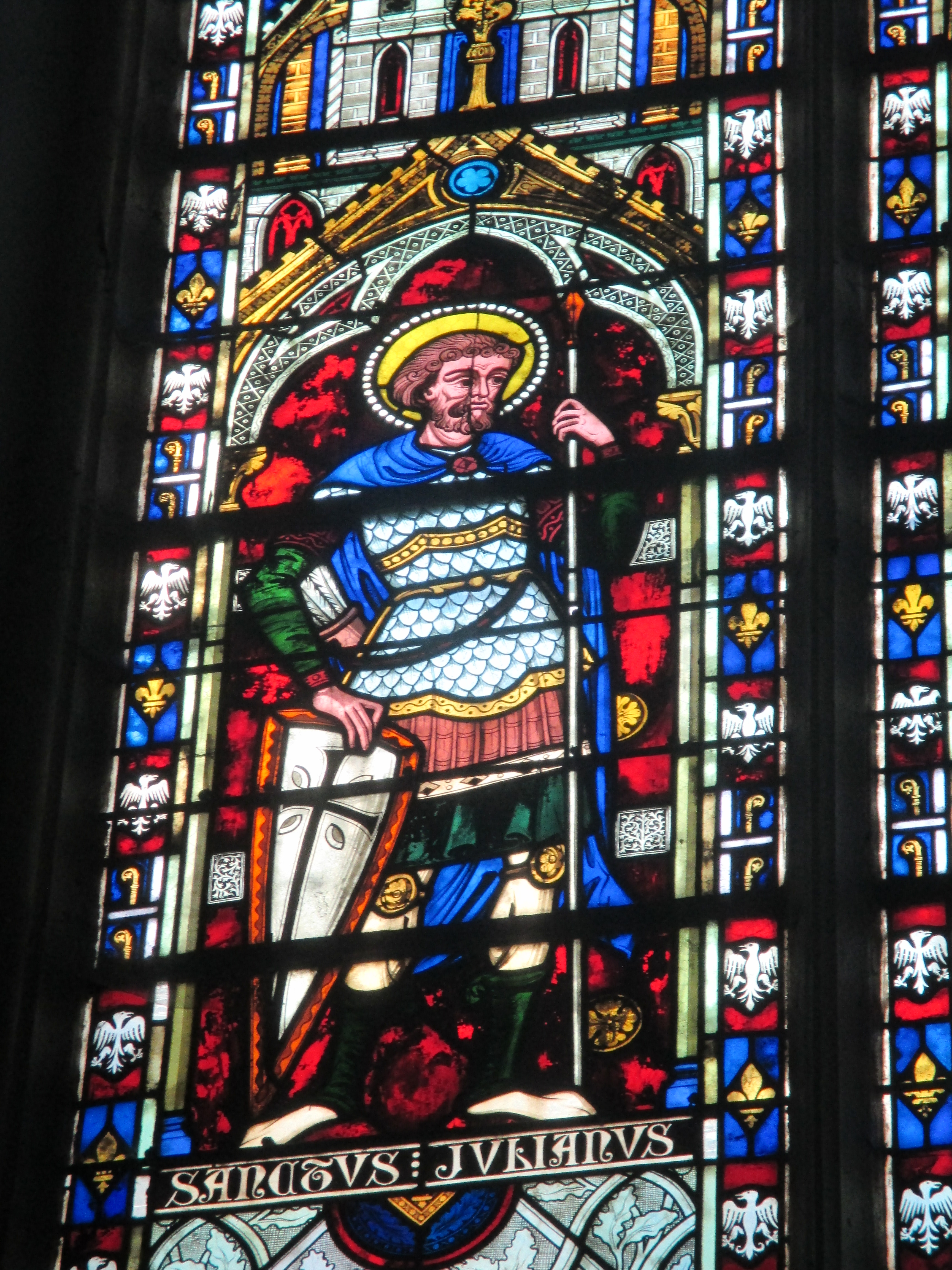
Darstellung des heiligen Julianus in der Kathedrale von Sens

Julianus von Brioude, franz. Saint Julien de Brioude (* vermutlich in Vienne; † vermutlich um 304, hingerichtet bei Brioude, beides Gallien, Römisches Reich) war ein christlicher Märtyrer und wird von der katholischen Kirche als Heiliger verehrt. Sein Grab befindet sich in der ihm geweihten Stiftskirche Saint-Julien in Brioude, sein Namenstag ist der 28. August.

## Leben
Über Julianus’ Leben ist kaum etwas bekannt. Er soll aus einer edlen Familie aus Vienne stammen und als christlicher Soldat unter dem ebenfalls christlichen Tribun Ferreolus in der römischen Armee gedient haben. Während der Christenverfolgung 303 durch Diokletian, die in der Region durch einen Statthalter namens Crispinus durchgeführt wurde, gab ihm Ferreolus den Rat, sich zu verstecken, um später die überlebenden Christen unterstützen zu können. Julianus floh deshalb in die Auvergne nach Brioude und verbarg sich dort in einer Hütte bei alten Leuten. Als sein Versteck entdeckt wurde, stellte er sich, um seine Unterstützer nicht in Gefahr zu bringen und wurde kurz darauf durch Enthauptung hingerichtet. Sein abgeschlagener Kopf wurde von den Soldaten, die ihn getötet hatten, in einer nahen Quelle gewaschen und anschließend nach Vienne zu Crispinus gebracht, der ihn Ferreolus übergeben ließ. Der kopflose Rumpf wurde hingegen nach Brioude gebracht und dort in der Nähe begraben. Ferreolus starb kurz darauf ebenfalls als Märtyrer und wurde zusammen mit dem Kopf des Julianus bestattet.
Ob diese überlieferten Angaben stimmen, ist, wie bei den meisten Heiligen, äußerst zweifelhaft, da bei Heiligenviten nicht historische Fakten, sondern erbauliche Erzählungen im Vordergrund standen. Auch lag Gallien zu dieser Zeit im Machtbereich des Constantius Chlorus, der eigentlich keine Christen hinrichten ließ. Der Märtyrertod des Julianus wird allerdings von Sidonius Apollinaris und später von Venantius Fortunatus erwähnt.

## Wunder und Heiligenverehrung

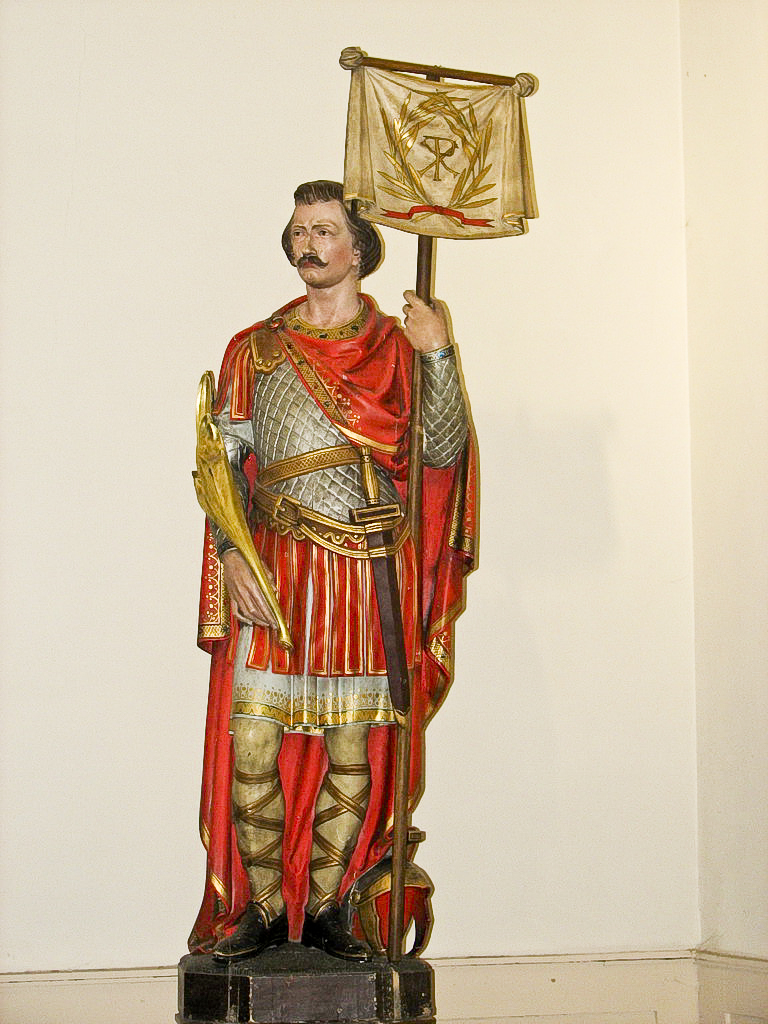
Statue des heiligen Julianus in Ath in Belgien

Schon bald nach der Durchsetzung des Christentums (konstantinische Wende im Jahre 313) wurden Julianus zahlreiche Wunder zugeschrieben, die zu einer schnell anwachsenden Heiligenverehrung führten: Die beiden alten Männer Arcons und Ilpize, die ihn begraben hatten, sollen aufgrund dieser Tat ihre Jugend wiedererhalten haben. Der Quelle, in der Julianus’ Kopf gewaschen worden war, wurden heilende Kräfte zugeschrieben.
Eine Frau betete am Grab des Märtyrers und bat darum, ihren in Trier gefangenen Mann gesund wiedersehen. Nach Erfüllung ihrer Bitte ließ sie neben dem Grab eine Zelle erbauen. So wurde der Ort bald neben dem Grab des heiligen Martin in Tours zum am meisten besuchten Wallfahrtsort in Gallien. Ab dem 5. Jahrhundert war Julianus Schutzpatron der Auvergne. Durch Bischof Mamertus von Vienne († um 477) wurden der Kopf des Julianus und die Gebeine des Ferreolus wiederentdeckt und als Reliquien verehrt. Germanus von Auxerre legte 431 nach Besuch des Grabes den 28. August als Namenstag fest. Der weströmische Kaiser Avitus wünschte, in Brioude neben dem Heiligen begraben zu werden.
Auch Gregor von Tours († um 594) besuchte in seiner Jugend Julianus’ Grab und wurde dadurch angeblich von heftigen Kopfschmerzen befreit. Er schrieb über Julianus das Werk „Liber de passione et virtutibus sancti Juliani“, welches über das Leben und die Verehrung des Heiligen berichtet und trotz des lebendigen, übertriebenen Erzählstils als wichtigste Quelle gilt.
Zu Zeiten Gregors kamen die Pilger in so großer Anzahl nach Brioude, dass selbst die gegen Ende des 5. Jahrhunderts neugebaute Basilika nicht mehr ausreichte. Nachdem die Kirche durch einen Einfall der Sarazenen zerstört worden war, wurde sie im Mittelalter als Stiftskirche wiederaufgebaut (zur Kirche siehe Stiftskirche Saint-Julien (Brioude)).
Neben Brioude und Vienne wurde Julianus auch in zahlreichen weiteren französischen Städten verehrt, darunter Tours, wo sich eine Reliquie befand und Paris, wo es die Kirche St-Julien-le-Pauvre gibt, die Anfang Julianus von Brioude gewidmet war (später aber dem heiligen Julianus Hospitator). Auch in Italien wird er verehrt, etwa als Schutzheiliger der Gemeinden Barbania und Baldissero Torinese im Piemont.
Julianus von Brioude gilt als Helfer der Tauben, Blinden, Stummen, Gelähmten und Besessenen, des Weiteren wird er als Rächer des Meineides und für das Wiederauffinden verlorener Dinge angerufen.